# Deathcore
Deathcore beschreibt die Mischung der Musikstile Metalcore und Death Metal.

## Charakteristik
Der Deathcore ist ein Subgenre des Metalcore und von der Geschwindigkeit und Dissonanz des modernen Death Metal stark beeinflusst. Im Allgemeinen kann die Musik, in der die Stile Metalcore und Hardcore Punk mit jeglichen Spielarten des Death Metal (z. B. Technical Death Metal) miteinander vermischt werden, als Deathcore bezeichnet werden; um den Musikstil als Deathcore bezeichnen zu können, müssen jedoch die Death-Metal-Einflüsse klar vorhanden sein. Der Deathcore wird auch als die extreme und brutalere Variante des Metalcore angesehen. Eine weitere (umgangssprachliche) Bezeichnung ist „Death Metal mit Breakdowns“, welche sich als inhaltlich nicht ganz korrekt herausstellt (siehe auch Wichtige Elemente).
Die Handlungen in den Songtexten entsprechen nicht immer denen aus dem Death Metal. Die Texte befassen sich meist mit Gewalt und Aggression, sie können jedoch auch persönliche, gesellschaftliche, sozialkritische oder politische Themen beinhalten. Viele Deathcore-Songs enthalten Breakdowns und melodische Gitarrenriffs.

## Wichtige Elemente
Der Deathcore besteht aus Blastbeats des Schlagzeugs und zeichnet sich durch eine intensive und äußerst schnelle Verwendung der Doublebass aus. Die E-Gitarren sind meist tiefergestimmt, üblicherweise werden Breakdowns gespielt, die in vielen Fällen als die Klimax eines Liedes angesehen werden können. Der Gesang ist durch tiefe Growls gekennzeichnet und wird oft mit dem Metalcore-typischen Screaming und Shouting kombiniert (siehe hierzu Gutturaler Gesang). Im Deathcore kommt noch eine spezielle Gesangstechnik namens Pig Squeals hinzu, die aus dem Grindcore stammt. Eher untypisch aber teilweise auch verbreitet ist klarer Gesang (After the Burial). Die Texte handeln meist von Zerstörung und Gewalt, politisch-gesellschaftlichen Missständen (All Shall Perish, Suicide Silence, Animosity, Vicious Circle), aber auch von persönlichen Problemen (Despised Icon, May The Force Be With You).

## Geschichte
Suffocation und Dying Fetus waren die ersten Bands, die annähernd einen Musikstil kreierten, welchen man heute unter Deathcore versteht, indem sie in ihre Musik (dem typischen Death Metal) Elemente aus dem Hardcore Punk (z. B. Breakdowns) einbauten.
Die deutsche Grindcore-Band Blood veröffentlichte 1986 ein Demotape mit dem Titel Deathcore, während eine andere deutsche Band 1987 Deathcore als ihren Bandnamen auswählte. Der Musikstil dieser beiden Bands stimmt jedoch nicht mit dem heutigen Deathcore überein.
Populär ist der Deathcore seit den frühen 2000er-Jahren mit Bands wie All Shall Perish (das Debütalbum Hate. Malice. Revenge erschien 2003) oder
Job for a Cowboy (Doom EP erschien 2004) geworden. Mit dem Anstieg der Popularität des Metalcore wurden einige Elemente davon in die Musik des Death Metal eingebaut.
Es existieren jedoch auch einige wenige Bands, die den Deathcore musikalisch mittlerweile wieder verlassen haben und sich dem Rock widmen und ins Mainstream überlaufen; so auch It Dies Today, die auf ihren ersten beiden EPs Metalcore mit wesentlichen Death-Metal-Einflüssen (eben Deathcore) spielten, auf den ersten beiden Studioalben jedoch die Death-Metal-Elemente wegließen und auch klaren Gesang einsetzten. Für Job for a Cowboy dagegen war der Deathcore musikalisch nur eine Durchgangsstation, um vom Metalcore zum „puren“ Death Metal zu gelangen. Bring Me the Horizon, welche in den Anfangsjahren musikalisch dem Deathcore zuzuordnen waren, entwickelten ihren musikalischen Stil, auf Kosten der Härte der Musik, mit jedem veröffentlichten Album weiter mit wachsendem kommerziellen Erfolg. War das Debütalbum Count Your Blessings noch eindeutig dem Deathcore zuzuordnen, so verschwanden die Einflüsse des Death Metal spätestens ab dem dritten Album fast gänzlich. Inzwischen hat die Band mit ihren beiden Alben Sempiternal und That's the Spirit sogar den Metalcore verlassen und sich erfolgreich der massentauglichen Rockmusik zugewandt.
Eindeutig in die Kategorie des Deathcore, ohne Einflüsse aus anderen Genres, können heutzutage dennoch viele Bands zugeordnet werden. A Night in Texas, Infant Annihilator, Despised Icon, Slaughter to Prevail, Aversions Crown und viele andere vertreten dieses Genre, meist interpretieren aber die Fans, und nicht die Band den jeweiligen Musikstil der Band. So ist es den meisten Bands, die im Deathcore-Genre tätig sind, nach eigenen Aussagen egal, welcher Musikrichtung sie zugeordnet werden und wie diese bezeichnet wird.

## Kritik
Obwohl die Musikrichtung Deathcore unter anderem auch aus der Undergroundszene entstand, wird von vielen, die außerhalb der Metalcoreszene stehen, geglaubt, dass der Begriff „Deathcore“ allein von den Medien erfunden wurde. Weiterhin werden Anhänger dieser Musikrichtung häufig von Fans der anderen extremen Spielarten des Thrash Metal, des Black Metal oder des Death Metal selbst, als „Poser“ bezeichnet. Insbesondere bei den Befürwortern des Death Metal läuft dieses Verhalten auf die Meinung hinaus, der Deathcore sei nur eine nichtige Imitation des Death Metal. Hier ist zu erwähnen, dass diese Haltung gegenüber dem Deathcore nicht von allen Anhängern der anderen extremen Metalstile vertreten wird; so ist auch die Meinung, der Deathcore sei der neue Death Metal bzw. dessen Weiterentwicklung, weit verbreitet. Ein weiterer Grund für die Ablehnung des Deathcore innerhalb der Metalszene ist die Assoziation des Genres mit bestimmten Bands wie Bring Me the Horizon und die Reduktion der Musik auf deren Aussehen bzw. des gesamten Genres auf wenige Bands. So gehörten die Bandmitglieder von Bring Me the Horizon zur Zeit der Veröffentlichung ihres Debütalbums (2006) zum Modephänomen Emo, was bei den Anhängern der anderen Substile zu Vorurteilen führte. Nicht zuletzt wurden der Mainstream-Erfolg und die damit einhergehende Verarbeitung „massentauglicher“ Einflüsse solcher Bands wie Suicide Silence (siehe The Black Crown) oder der vorher genannten Bring Me the Horizon, die zahlreiche Remixe veröffentlichten, von einigen Kritikern nicht gerne gesehen. Im Lauf der Jahre nahm die Kritik jedoch ab.